# 3455 Kristensen
3455 Kristensen eller 1985 QC är en asteroid i huvudbältet som upptäcktes den 20 augusti 1985 av den amerikanske astronomen Edward L.G. Bowell vid Anderson Mesa Station. Den är uppkallad efter den danske astronomen Leif Kahl Kristensen.
Asteroiden har en diameter på ungefär 5 kilometer.